# Beate Reich

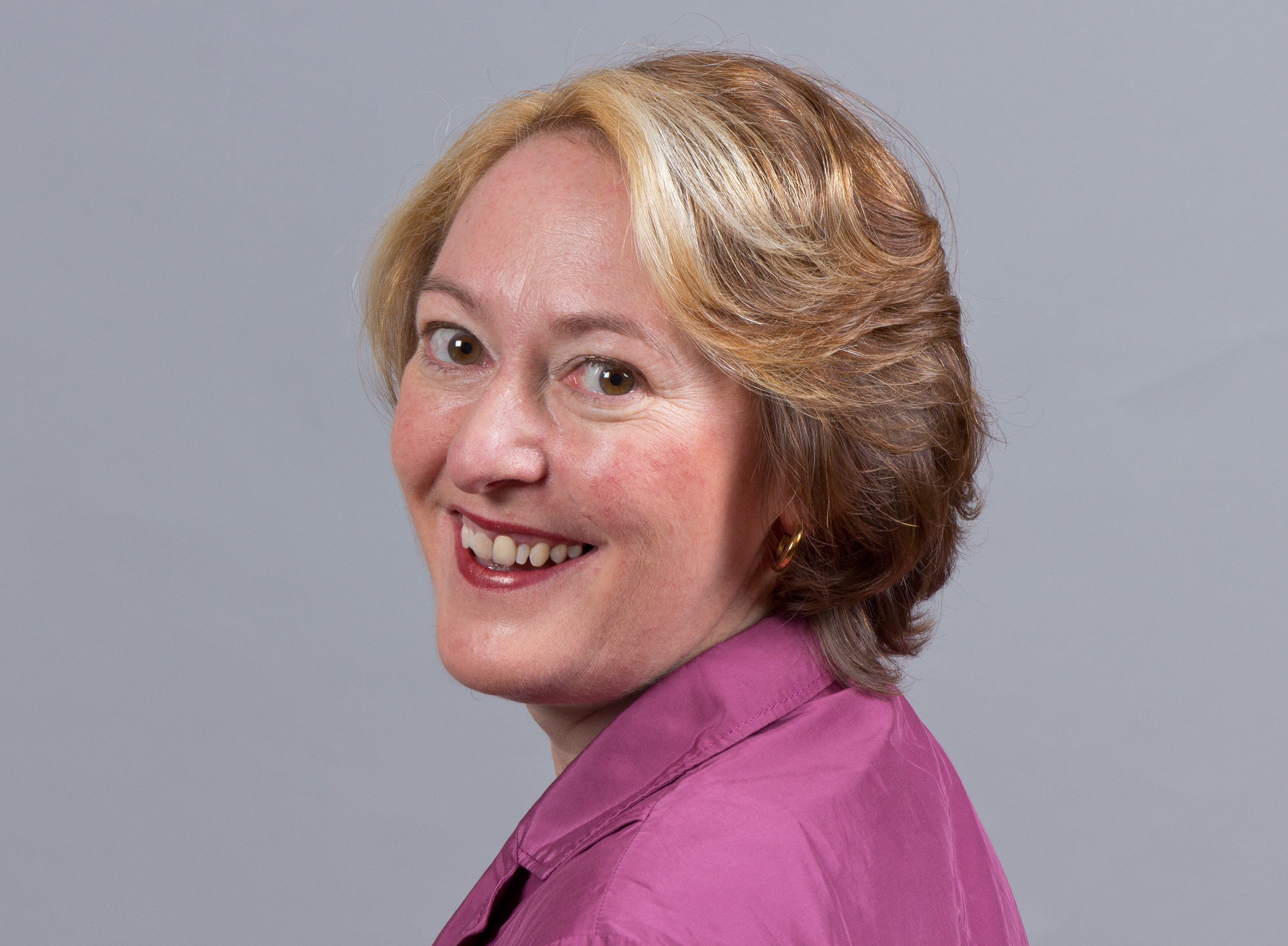
Beate Reich (2014)

Beate Reich (* 23. August 1968 in Bonn) ist eine deutsche Politikerin (SPD) und Rechtsanwältin.

## Leben und Beruf
Nach dem Abitur 1988 in Sinzig studierte Reich Rechtswissenschaften an der Rheinischen Friedrich-Wilhelms-Universität Bonn. 1996 legte sie ihr zweites Staatsexamen ab und wurde Verwaltungsjuristin bei der Stadtverwaltung Köln. Sie lebt in Remagen.

## Politik
Reich trat 1988 der SPD bei. Seit 1994 ist sie stellvertretende Kreisvorsitzende der SPD Ahrweiler, seit 2000/2001 Vorsitzende des SPD-Ortsvereins Remagen und des SPD Stadtverbandes. Darüber hinaus war sie von 1996 bis 1998 Juso-Bezirksvorsitzende von Rheinland/Hessen-Nassau. Seit 2002 war sie zeitweise Mitglied des Landesvorstandes der SPD Rheinland-Pfalz.
Von 2001 bis 2006 war sie Abgeordnete des rheinland-pfälzischen Landtags, in dem sie stellvertretende Vorsitzende des Rechtsausschusses war. Sie übte die Funktion der rechtspolitischen Sprecherin der SPD-Landtagsfraktion aus.
Sie ist seit 1994 Mitglied des Stadtrats von Remagen.

## Öffentliche Ämter
Von 18. Mai 2006 bis November 2014 war sie Staatssekretärin im Justizministerium. Sie gehörte dem Kabinett und 2011 von Kurt Beck sowie dem ersten Kabinett von Malu Dreyer an. Sie war Mitglied des Kuratorium der Stiftung für Internationale Rechtliche Zusammenarbeit. Aufgrund ihrer Tätigkeit als Staatssekretärin war sie stellvertretende Vorsitzende des Verwaltungsrates der Verwaltungshochschule Speyer. Ihre Entlassung erfolgte im Rahmen einer größeren Kabinettsumbildung.

## Ehrenamtliche Tätigkeiten
Sie ist Mitglied des Sozialpolitischen Ausschusses des Sozialverband VdK Rheinland-Pfalz.